# 卢汉斯克区
卢汉斯克区（羅馬化：Luhanskyi raion），又译作卢甘斯克区，是乌克兰卢甘斯克州一个计划成立的区，在2020年7月乌克兰行政区划改革中宣布成立。该区的行政中心为卢甘斯克，面积为2,147平方公里，人口数量为529,716人（2021年估计）。
然而该区的领土被俄罗斯实际控制，2020年之前原有的行政区划可能继续使用。

## 行政區劃
盧甘斯克區下分為3個市鎮：
- 盧甘斯克市鎮 (市級，行政中心：盧甘斯克)
- 卢图希内市镇（烏克蘭語：Лутугинська міська громада） (市級，行政中心：卢图希内)
- 青年近衛軍市鎮（烏克蘭語：Молодогвардійська міська громада） (市級，行政中心：青年近衛軍城)